# 利勒迪约
利勒迪约（法語：L'Île-d'Yeu，法語發音：[il djø]）是法国卢瓦尔河地区大区旺代省的一个市镇，领土涵盖同名海岛，位于该省西部大西洋之中，属于莱萨布勒多洛讷区。

## 地理
利勒迪约（46°43'27"N, 2°20'54"W）面积23.32 平方千米，位于法国卢瓦尔河地区大区旺代省，该省份为法国西部沿海省份，北起大西洋卢瓦尔省和曼恩-卢瓦尔省，西临大西洋，南至滨海夏朗德省，东部及东南部与德塞夫勒省接壤。
由于利勒迪约领土为海洋中的一岛屿，故不与任何市镇接壤。
利勒迪约的时区为UTC+01:00、UTC+02:00（夏令时）。

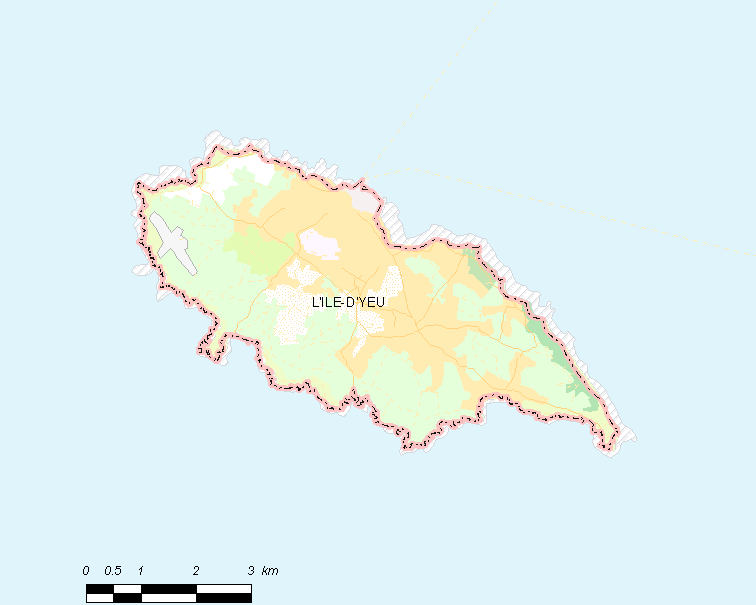
利勒迪约的OSM定位图

## 行政
利勒迪约的邮政编码为85350，INSEE市镇编码为85113。

## 政治
利勒迪约所属的省级选区为利勒迪约县。

## 交通
利勒迪约通过轮渡与圣吉勒-克鲁瓦德维连接。

## 人口

1962-2008年间利勒迪约人口变化图示

利勒迪约于2022年1月1日时的人口数量为4887人。